# Adanggaman
Pour plus de détails, voir Fiche technique et Distribution.
Adanggaman est un film franco-italiano-suisso-ivoiro-burkinabé, sorti en 2000 et réalisé par le cinéaste ivoirien Roger Gnoan M'Bala. 

## Synopsis
Au XVIIe siècle, un village africain du golfe de Guinée semble avoir échappé par miracle à la chasse aux esclaves du puissant roi Adanggaman, tyran esclavagiste passionné d'or, de pouvoir, de rhum et amateur de pacotille. Le vieux N'Go, qui dirige son foyer avec un esprit de caste et sous une autorité sans partage, tente d'imposer à son fils Ossei une jeune fille de famille aisée, Adjo. Rebelle, d'un tempérament indépendant, Ossei refuse de se soumettre à l'autorité paternelle car il aime Mawa. Une nuit, au paroxysme du conflit familial, Ossei quitte le village. C'est le moment que choisissent les Amazones d'Adanggaman pour mettre à feu et à sang le village et capturer hommes, femmes, enfants ainsi que la mère d'Ossei, Mô Akassi,....

## Fiche technique
- Réalisation: Roger Gnoan M'Bala[4],[5]
- Production: Amka Films Productions SA
- Scénario: Jean-Marie Adiaffi, Roger Gnoan M'Bala, Bertin Akaffou
- Photographie: Mohammed Soudani
- Son: Jean-Pierre Fénié
- Musique: Lokua Kanza
- Montage: Monika Goux
- Langue: bambara, baoulé, français
- Interprètes: Rasmane Ouédraogo, Albertine N'Guessan, Ziablé Honoré Goore Bi, Bintou Bakayoko, Nicole Suzis Menyeng[6]

## Distinctions
- 2000 Festival International du Film d’Amiens
- 2000 International Film Festival of Toronto
- 2001 Festival National du Film Marocain de Marrakech
- 2001 Fespaco